# Casnigo
Casnigo est une commune de la province de Bergame, dans la région Lombardie, en Italie.

## Administration
| Période                                  | Période  | Identité     | Étiquette | Qualité |
| ---------------------------------------- | -------- | ------------ | --------- | ------- |
| 27 mai 2003                              | En cours | Luca Ruggeri |           |         |
| Les données manquantes sont à compléter. |          |              |           |         |

### Hameaux
Serio, Colle Bondo, Barbata, Grumello, Case Sparse (en partage avec Colzate).

### Communes limitrophes
Gandino, Cazzano Sant'Andrea, Vertova, Colzate, Cene, Gorno, Fiorano al Serio.